# Fryderyk za najlepsze nagranie koncertowe
Fryderyk za najlepsze nagranie koncertowe – polska nagroda muzyczna Fryderyk, przyznawana w latach 2023 i 2024 w sekcji muzyki rozrywkowej w kategorii najlepsze nagranie koncertowe. Honorowała wykonawców za album koncertowy. Fryderyki są przyznawane od 1995 przez Związek Producentów Audio-Video (ZPAV) za osiągnięcia w rodzimym przemyśle muzycznym. Od 2000 za wyłanianie nominowanych, a następnie laureatów odpowiedzialna jest powołana przez ZPAV Akademia Fonograficzna.
Kategoria została wprowadzona podczas 29. edycji, Fryderyków 2023. Pojawiła się także w edycji 2024, zaś w edycji 2025 została wycofana.

## Laureaci i nominowani
| Rok  | Nagrodzony album                   | Nagrodzeni artyści | Pozostałe nominacje | Źr.   |
| ---- | ---------------------------------- | ------------------ | --- | ----- |
| 2023 | Leśna muzyka (live, czyli na żywo) | Dawid Podsiadło    | - Pieśni współczesne (Live at Cavatina Hall) – Miuosh i Zespół Pieśni i Tańca „Śląsk” - Tribute to Krzysztof Krawczyk – Urbański Orkiestra i goście | [ 5 ] |
| 2024 | MTV Unplugged                      | Mrozu              | - Bankiet u sanah – sanah - Big Band Live – Skalpel - Live – Kaśka Sochacka - Mikromusic z Górnej Półki – Mikromusic                                | [ 6 ] |